# 太乙救苦天尊

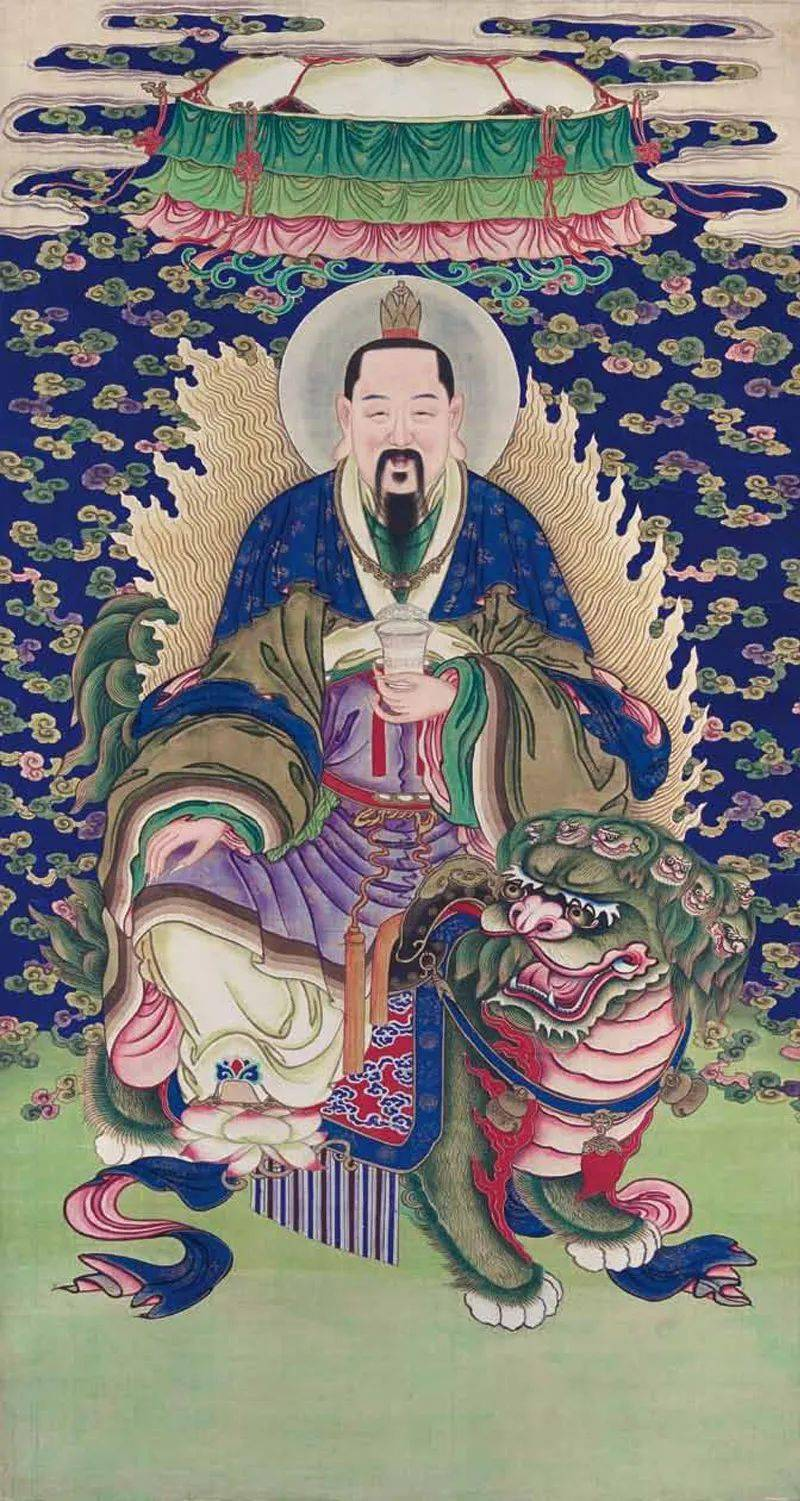
太乙救苦天尊（北京市白云观藏）

太乙救苦天尊 （又稱東極青華大帝、尋聲救苦天尊、青玄九陽上帝、十方救苦天尊）是一位道教尊神。道教經典中記載，太乙救苦天尊居於青華長樂界中的妙嚴宮，能引渡受苦亡魂往生。對於積德行善、曉道明玄而功行圓滿之人，太乙救苦天尊則「乘九獅之仙馭，散百寶之祥光」接引他們登天成為仙人。

## 稱號
道教以太乙天尊大慈如父，又居於「東方妙嚴宮」，故尊稱其為「東極青華上帝」或「東宮慈父」。
《太一救苦護身妙經》說太乙天尊「此聖在天呼太一福神，在世呼為大慈仁者，在地獄呼為日曜帝君，在外道攝邪呼為獅子明王，在水府呼為洞淵帝君。」
在山海各險遇難，只要虔誠誦念「太乙救苦天尊」聖號，即可「解憂排難，化凶為吉」。故曰「尋聲救苦天尊」。

## 源流
與先秦時楚國流行的东皇太一和东王公即东华帝君信仰有關，至於究竟成型于何時，難以有確定的時間，但大抵可以確定在六朝已經存在，最早可能在東漢。
唐代至宋初，太乙救苦天尊信仰也同時影響到佛教如唐初釋藏川撰抄的《佛說地藏菩薩發心因緣十王經》，其中地獄救贖做七、百日修齋之說，乃出自道經《太上洞玄靈寶業報因緣經》卷八〈生神品第十九〉。

## 形象
太乙救苦天尊一般造像有幾種：
1. 道君像，如《太乙救苦護身妙經》說：天尊足躡蓮花，圓光照耀，手執柳枝淨水，九頭獅子左右從隨，口吐火焰，繞於身形。 又如唐朝杜光庭編《道教靈驗記》第一卷《城南文銖臺驗》中說，太乙天尊端坐於九色蓮花，九色蓮花下有九頭獅子口吐火焰，簇擁寶座，頭上環繞九色神光，放射萬丈光芒[1]。又《青玄濟煉鐵鑵施自全集》稱祂：身騎獅子，手持楊柳蘸灑瓊漿，以救苦度亡。《上清靈寶大法》亦說：“東極青玄上帝太乙救苦天尊，騎九頭獅子，化號十方救苦天尊，以度鬼魂。九頭獅子吼聲，能使地獄門開。 ”這裡就把太乙救苦天尊的光耀、殊勝的形像生動的刻畫了出來：或於九色蓮花之上，或騎著寶座九頭獅子；手中拿著柳枝、淨瓶或金劍，端莊、威嚴，祥光閃閃，其手中所持的柳枝淨水，是醫治世人疾病的仙藥符水。現今人們所見的太乙救苦天尊，大都是這樣的形象。今存世最早的救苦天尊石刻造像，為四川安岳玄妙觀第62號“救苦天尊乘九龍”龕，鑿造於唐開元十八年（730年）。[2]
2. 帝王像。身著冕服冕冠，持玉板，坐龍椅。稱「青華大帝」。

## 化身
太乙天尊有無限化身，四處救苦救難。據《太乙救苦護身妙經》說：「東方長樂世界有大慈仁者，太乙救苦天尊化身如恆沙數，物隨聲應。或住天宮，或降人間，或居地獄，或攝群邪，或為仙童玉女，或為帝君聖人，或為天尊真人，或為金剛神王，或為魔王力士，或為天師道士，或為皇人老君，或為天醫功曹，或為男子女子，或為文武官宰，或為都大元帥，或為教師禪師，或為風師雨師，神通無量，功行無窮，尋聲救苦，應物隨機。」

## 咒語
《漂放蓮燈集‧太乙放生咒》曰：「天羅神，地羅神，慧劍出鞘斬妖精，一切災難化為塵，尋聲救苦解救羅網苦辛，太乙救苦天尊救苦救難度眾生。」

## 紀念日
誕辰為舊曆十一月十一日，得道日為八月初八日，次日下凡以救苦救難。宋真宗時以八月初九為太乙天尊官方壽辰，稱元成節。

## 太乙天尊與冥府十王
《太上洞玄靈寶救苦妙經》稱太乙救苦天尊有無量化身應化十方，化號「十方救苦天尊」 （页面存档备份，存于）。據《十王告簡全集》所載，十方救苦天尊各有化身和職司，即濟度人鬼的「靈寶十方救苦天尊」。 十方救苦天尊為了遂行治理九幽冥府神鬼之事，又化身為「十殿冥王」。即：
| 十方世尊           | 十方天尊           | 尊位               | 執掌     |    | 冥王                     | 神居   | 誕辰           | 俗謂     |
| ------------------ | ------------------ | ------------------ | -------- | -- | ------------------------ | ------ | -------------- | -------- |
| 東方阿閦佛世尊     | 東方玉寶皇上天尊   | 位列震宮，尊居卯位 | 風雷地獄 | 化 | 冥府第一宮、泰素妙廣真君 | 玄冥宮 | 農曆二月初一日 | 秦廣大王 |
| 南方寶生佛世尊     | 南方玄真萬福天尊   | 位列離宮，尊居午位 | 火翳地獄 | 化 | 冥府第二宮、陰德定休真君 | 普明宮 | 農曆三月初一日 | 初江大王 |
| 西方無量壽佛世尊   | 西方太妙至極天尊   | 位列兌宮，尊居酉位 | 金剛地獄 | 化 | 冥府第三宮、洞明普靜真君 | 糾集宮 | 農曆二月初八日 | 宋帝大王 |
| 北方不空成就佛世尊 | 北方玄上玉宸天尊   | 位列坎宮，尊居子位 | 冥冷地獄 | 化 | 冥府第四宮、玄德五靈真君 | 太和宮 | 農曆二月十八日 | 伍官大王 |
| 東北方寂諸根佛世尊 | 東北方度仙上聖天尊 | 位列艮宮，尊居丑位 | 鑊湯地獄 | 化 | 冥府第五宮、最勝耀靈真君 | 糾綸宮 | 農曆元月初八日 | 閻羅大王 |
| 東南方普賢王佛世尊 | 東南方好生度命天尊 | 位列巽宮，尊居幽府 | 銅柱地獄 | 化 | 冥府第六宮、寶肅昭成真君 | 明晨宮 | 農曆三月初八日 | 卞城大王 |
| 西南方寶髻佛世尊   | 西南方太靈虛皇天尊 | 位列坤宮，尊居泉曲 | 屠割地獄 | 化 | 冥府第七宮、等觀明理真君 | 神華宮 | 農曆三月廿七日 | 泰山大王 |
| 西北方太保彌勒世尊 | 西北方無量太華天尊 | 位列乾宮，尊居陰府 | 火車地獄 | 化 | 冥府第八宮、無上正度真君 | 七非宮 | 農曆四月初八日 | 平等大王 |
| 上方盧舍那佛世尊   | 上方玉虛明皇天尊   | 敕合乾元，德隆坤域 | 普掠地獄 | 化 | 冥府第九宮、飛魔衍慶真君 | 碧真宮 | 農曆四月初一日 | 都市大王 |
| 下方釋迦牟尼世尊   | 下方真皇洞神天尊   | 位尊幽都，名尊十帝 | 羅酆之府 | 化 | 冥府第十宮、五華威靈真君 | 肅英宮 | 農曆四月廿七日 | 轉輪大王 |

## 法事
大型道教宮觀，一般都有奉祀太乙救苦天尊。民間則在清明節、中元節、重陽節等祭祖時機，或作醮、超度等法事方奉祀太乙救苦天尊造像、神位或香火。
道教超度科儀中以太乙救苦天尊為主神者，名目繁多。如《太乙救苦天尊說拔度血湖寶懺》、《靈寶煉度》《九幽燈儀》等等。

## 文学作品

### 西游记
吳承恩《西遊記》中，天尊形象是雍容華貴的。天尊所乘的獅子九灵元圣，曾經下凡搗亂唐三藏取經，於是齊天大聖孫悟空出面尋訪天尊：「太乙救苦天尊聽得，即喚侍衛眾仙迎接。迎至宮中，只見天尊高坐九色蓮花座上，百億瑞光之中，見了行者，下座來相見。」以「九色蓮花」、「百億瑞光」來描繪太乙救苦天尊。

### 封神演义
《封神演义》中太乙天尊，號太乙真人，是哪吒的师傅，曾經幫助李靖而以九龍神火罩煉化前來尋仇的石磯娘娘，之後又幫助死去的哪吒以蓮花化身復活，法力高強，後支持姜子牙，對武王克殷的伐紂戰爭，也有很大貢獻。文本中成湯亦寫作太乙。

### 群仙破天門
在評書《群仙破天門》中為主角楊宗英的師傅。

## 註解
1. ↑  文銖者，長安人也。父母令於別業讀書為學，於莊前堆阜之上，置書堂焉。而性本疏誕，不樂文字，但與鄰里少年彈射飛烏，捕格野獸，以為戲樂。至於荃苟之具，蔚羅之屬，弋網置畢，弓矢槌刃，靡不置之。數年之問，殺獲一不可勝紀。或有道士見之，謂曰：子之頭何遽變也。銖驚而問之，乃引於臺下，令其窺井照之，自見其人形而獸頭矣。欲求道士悔謝，更令熟視井中，頃刻之問，身形不改，而頭已百變，或烏或獸，或蛇或魚。銖見之，異常憂懼。道士曰：萬物營營，各貪其生，至於飛動，皆重其命。爾反天道而殺之，當有此報耳。每變一頭，則受一生，終爾所殺之數，一一償之，積月累日，計其壽限。自此之後，爾身則死。乃歷生異類之中，報所殺之命，百千萬年，未有還復人身之日。銖號泣求救，願焚弋獵之具，以謝前愆，洗心改悔，不敢又犯。道士見其誠至，乃謂之曰：我奉太上之敕，歷救眾生之苦，名日救苦真人。爾有昔綠，早合遇道，此若不救，淪陷無期。乃以道士衣與之，令其終身修道，陰功救世，廣濟物命，方免前罪。道士即踴身而起，去地數丈，立於金蓮花上，左執瓊碗，右執柳枝，金冠鳳履，身逾三丈，通身有五色之光，上連天表，照曜一川。邊巡乃隱。文銖焚羅網之具，披道士衣，於其處立殿，製所見之像，晝夜精勤，焚香懺罪。居十餘年，又感真仙授以藥訣令遊行海內，救人疾苦。後乃得道而去。其所居處，相傳號曰文銖臺，而救苦天尊之像猶在。忽有僧數人，遊行見之，曰：既是文銖聖跡，何得有道士功德。固知道士無良，侵我古跡，已多年矣。因拔得大木，二僧共擊其項，未能致損，用力甚困。二僧少歇，看天尊所傷之處，並已如舊。二僧口耳鼻項痛楚極甚，及看其手，亦已折矣。匍匐號叫，告於眾人，自述其事，良久而死。
2. ↑  . （原始内容存档于2020-08-09）.
3. ↑  . （原始内容存档于2018-09-23）.
4. ↑  . （原始内容存档于2017-10-08）.